# Panicum tepuianum
Panicum tepuianum là một loài thực vật có hoa trong họ Hòa thảo. Loài này được Davidse & Zuloaga mô tả khoa học đầu tiên năm 1991.